# Michel Baudier
Michel Baudier (Languedoc, c. 1589-1645) fue un historiador de la corte francesa, nacido durante el reinado de Luis XIII y responsable de una amplia contribución historiográfica para su país.
Habiendo escuchado la narración de un jesuita que había regresado de China, Baudier escribió Histoire de la cour du roi de Chine (París, 1626; Inglés trans. En el vol. Viii de la Colección de Viajes y Turismo de A. y J. Churchill, Londres, 1707-1747). También escribió Vie du cardinal Ximénès (París, 1635), que fue publicado de nuevo con un aviso del autor por E. Baudier (París, 1851), y un curioso romance titulado Histoire de l'incomparable administration de Romieu, grand ministre d'état de Raymond Bérenger, comte de Provence  (París, 1635).

## Obras
- Histoire de la guerre de Flandre 1559-1609 (París, 1615);
- Histoire de l'administration du cardinal d'Amboise, grand ministre d'état en France (París, 1634)
- Histoire de l'administration de l'abbé Suger (París, 1645).
- Inventaire général de l'histoire des Turcs (París, 1619)
- Histoire générale de la religion des Turcs avec la vie de leur prophète Mahomet (París, 1626)
- Histoire générale du sérail et de la cour du grand Turc (París, 1626).
- Histoire de la cour du roi de Chine (París, 1626)
- Vie du cardinal Ximénès (París, 1635)
- Histoire de l'incomparable administration de Romieu, grand ministre d'état de Raymond Bérenger, comte de Provence (París, 1635).